# Le Brouilh-Monbert
Le Brouilh-Monbert är en kommun i departementet Gers i regionen Occitanien i sydvästra Frankrike. Kommunen ligger i kantonen Auch-Sud-Ouest som tillhör arrondissementet Auch. År 2022 hade Le Brouilh-Monbert 236 invånare.

## Befolkningsutveckling
Antalet invånare i kommunen Le Brouilh-Monbert
Referens:INSEE